# Leart Paqarada
Leart Paqarada (ur. 8 listopada 1994 w Bremie) – kosowski piłkarz występujący na pozycji obrońcy w niemieckim klubie Sandhausen oraz w reprezentacji Kosowa. Wychowanek Bayeru 04 Leverkusen. Ma za sobą grę w młodzieżowych kadrach Niemiec i Albanii.